# Jean Emmanuel Ouédraogo

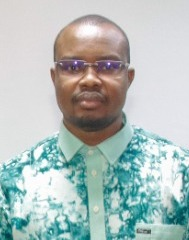
Jean Emmanuel Ouédraogo (2023)

Rimtalba Jean Emmanuel Ouédraogo (* 26. Dezember 1980 in Ouagadougou, Obervolta) ist ein burkinischer Journalist und Politiker, der seit Dezember 2024 als Premierminister von Burkina Faso amtiert.

## Laufbahn
Ouédraogo studierte an der Universität Ouagadougou, wo er einen Bachelor-Abschluss in Soziologie und einen Master-Abschluss in Mediation und Konfliktmanagement erwarb. Er arbeitete beim staatlichen Radiodiffusion-Télévision du Burkina, dessen Direktor er zwischen 2016 und 2021 war. Er war Moderator der Fernsehsendung Sur la Brèche.
Nach dem Staatsstreich in Burkina Faso im September 2022 wurde Ouédraogo am 25. Oktober zum Minister für Kommunikation sowie zum Minister für Kultur, Kunst und Sport befördert. Er fungierte zwischen 2022 und 2024 auch als Sprecher von Premier Apollinaire de Tambèla. Als Kommunikationsminister war er für das Verbot verschiedener französischer Medien im Land wie France 24, Le Monde, Radio France Internationale und Jeune Afrique verantwortlich, da sich die neue Regierung versuchte aus der französischen Einflusssphäre zu lösen. 
Ouédraogo wurde am 7. Dezember 2024 zum Premierminister ernannt, nachdem Präsident Ibrahim Traoré die vorherige Regierung am 6. Dezember 2024 aufgelöst hatte. Ouédraogo gilt als enger Verbündeter des Präsidenten.